# Eskil Vogt
Eskil Vogt (Oslo, 31 ottobre 1974) è uno sceneggiatore e regista norvegese noto per aver scritto tutti i film di Joachim Trier.

## Filmografia

### Sceneggiatore
- Pietà, regia di Joachim Trier – cortometraggio (2000)
- Still, regia di Joachim Trier – cortometraggio (2001)
- Procter, regia di Joachim Trier – cortometraggio (2002)
- Une étreinte – cortometraggio (2003)
- Les Étrangers  – cortometraggio (2004)
- Reprise, regia di Joachim Trier (2006)
- Oslo, 31. august, regia di Joachim Trier (2011)
- Blind (2014)
- Segreti di famiglia (Louder Than Bombs), regia di Joachim Trier (2015)
- Thelma, regia di Joachim Trier (2017)
- La persona peggiore del mondo (Verdens verste menneske), regia di Joachim Trier (2021)
- The Innocents (De uskyldige), regia di Eskil Vogt (2021)
- Affeksjonsverdi, regia di Joachim Trier (2025)

### Regista
- Une étreinte – cortometraggio (2003)
- Les Étrangers  – cortometraggio (2004)
- Blind (2014)
- The Innocents (De uskyldige) (2021)

### Produttore esecutivo
- Segreti di famiglia (Louder Than Bombs), regia di Joachim Trier (2015)
- Thelma, regia di Joachim Trier (2017)
- Affeksjonsverdi, regia di Joachim Trier (2025)